# Quadrilatère de Bourgery
Le quadrilatère de Bourgery (anciennement dit "quadrilatère de Combret") est un espace anatomique situé dans le médiastin antérieur.
Il est limité par :

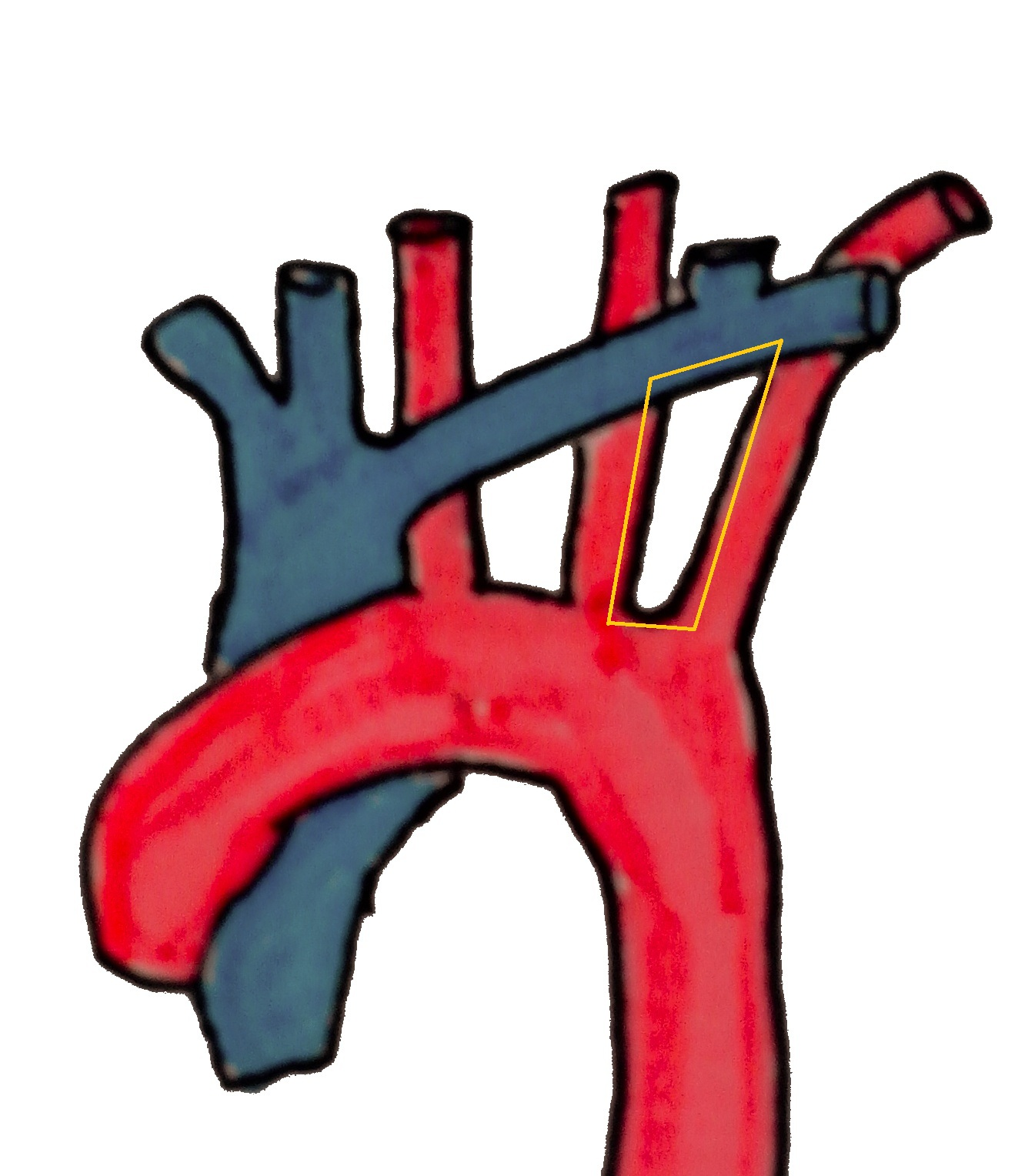
Qaudrilatére de Bourgery

- Le tronc veineux brachio-céphalique gauche en haut (1re veine intercostale supérieure gauche pour certains auteurs).
- La crosse de l'aorte en bas.
- L’artère subclaviére gauche à gauche et en arrière.
- L’artère carotide commune gauche à droite et en avant.

En regard de ce quadrilatère se croisent le nerf vague gauche (c'est-à-dire le nerf pneumogastrique gauche) et nerf phrénique gauche.